# ويلارد إيرل غيفنز
ويلارد إيرل غيفنز (بالإنجليزية: Willard Earl Givens)‏ هو نقابي أمريكي، ولد في 1886، وتوفي في 1971.